# Władysław Grzegorzewski
Władysław Grzegorzewski z Grzegorzewic herbu Lis (ur. 1665 w Grzegorzewicach, zm. 23 marca 1758 w Częstoniewie) – generał-major wojsk koronnych od 1707, kasztelan ciechanowski, pułkownik gwardii pieszej koronnej, komendant Warszawy w latach 1720-1721.

## Życiorys
Urodził się jako syn Walentego i Katarzyny Ogrodzieńskiej. Miał brata Franciszka, stolnika bracławskiego, żonatego z Jadwigą Branecką, z tego związku pochodziła Kunegunda Jadwiga, która wyszła za Wojciecha Dunina-Mieczyńskiego, cześnika sochaczewskiego. Jego pradziad, Prokop, był komornikiem granicznym sochaczewskim. 
Będąc 18-letnim młodzieńcem uczestniczył w Odsieczy wiedeńskiej. W nagrodę za dzielność otrzymał od króla Jana III Sobieskiego stanowisko kapitana artylerii w 1699. Od tej pory sukcesywnie wspinał się po szczeblach kariery wojskowej będąc majorem, podpułkownikiem (1711) i pułkownikiem (1713) w wojsku. Był generałem-majorem gwardii królewskiej oraz jednym z najgorętszych stronników domu saskiego. Walczył w latach 1702-1710 walczył w III wojnie północnej. Król August II Mocny go cenił, a nawet zawierzył mu straż swojej osoby.
W 1727 roku podjął decyzję o ufundowaniu w Jasieńcu kościoła murowanego. Budowa kościoła rozpoczęła się w 1747 roku i trwała 7 lat. Opracowanie projektu kościoła powierzył znanemu architektowi Jakubowi Fontanie. W czasie trwania budowy główny inżynier spadł z rusztowania i zabił się na miejscu. Urząd kasztelana ciechanowskiego sprawował od 1729 do śmierci.
Był członkiem konfederacji generalnej zawiązanej 27 kwietnia 1733 na sejmie konwokacyjnym. W 1733 podpisał konfederację generalną warszawską. W 1736 będąc generałem-majorem w służbie króla Polski Augusta III Sasa i kasztelanem ciechanowskim ufundował szpital dla 7 ubogich i uposażył ten szpital w 3000 zł. polskich. Był fundatorem kościoła drewnianego w Lutkówce. Za życia wspierał też kościół Franciszkanów we Warce.
Zmarł w sędziwym wieku 93 lat. Został pochowany w podziemiach kościoła w Jasieńcu.

## Majątki ziemskie
Posiadał swe dobra majątkowe m.in. w Falęcinie, gdzie był wielki dwór, młyn, gorzelnia i 229 morgów ziemi oraz Grzegorzewice. W 1727 nabył od Bębnowskiego Falęcin i Sikuty, które odsprzedał w 1747 Józefowi Grzegorzewskiemu, skarbnikowi rzeczyckiemu. Swe dobra Częstoniew odsprzedał Winklerowi w 1748. Część Grzegorzewic i Kaczkowa oddał synowi swojej bratanicy Kunegundy, Władysławowi Duninowi-Mieczyńskiemu.

## Upamiętnienie
Jedyny zachowany portret Władysława Grzegorzewskiego, namalowany w 1735, znajduje się w kościele w Jasieńcu, którego był fundatorem. W czasie obchodów 300-lecia odsieczy wiedeńskiej w Polsce w 1983 roku, został przekazany z Jasieńca na wystawę. Po 2 latach wrócił do Jasieńca, a Jasieniec został w zamian obdarowany obrazem Panoramy Odsieczy Wiedeńskiej.
Pomnik Grzegorzewskiego znajduje się kościele Franciszkanów w Warszawie.

## Wywód genealogiczny
|  |                                     |  |  |  |  |  |  |  |  |  |  |  |  |  |  |  |
|  | Andrzej Grzegorzewski               |  |  |  |  |  |  |  |  |  |  |  |  |  |  |  |
|  |                                     |  |  |  |  |  |  |  |  |  |  |  |  |  |  |  |
|  |                                     |  |  |  |  |  |  |  |  |  |  |  |  |  |  |  |
|  | Prokop Grzegorzewski (wsp. 1636)    |  |  |  |  |  |  |  |  |  |  |  |  |  |  |  |
|  |                                     |  |  |  |  |  |  |  |  |  |  |  |  |  |  |  |
|  |                                     |  |  |  |  |  |  |  |  |  |  |  |  |  |  |  |
|  | Walenty Grzegorzewski (wsp. 1670)   |  |  |  |  |  |  |  |  |  |  |  |  |  |  |  |
|  |                                     |  |  |  |  |  |  |  |  |  |  |  |  |  |  |  |
|  |                                     |  |  |  |  |  |  |  |  |  |  |  |  |  |  |  |
|  | Potencjana Brzozowska               |  |  |  |  |  |  |  |  |  |  |  |  |  |  |  |
|  |                                     |  |  |  |  |  |  |  |  |  |  |  |  |  |  |  |
|  |                                     |  |  |  |  |  |  |  |  |  |  |  |  |  |  |  |
|  | Władysław Grzegorzewski (1665-1758) |  |  |  |  |  |  |  |  |  |  |  |  |  |  |  |
|  |                                     |  |  |  |  |  |  |  |  |  |  |  |  |  |  |  |
|  |                                     |  |  |  |  |  |  |  |  |  |  |  |  |  |  |  |
|  | Katarzyna Ogrodzińska (wsp. 1670)   |  |  |  |  |  |  |  |  |  |  |  |  |  |  |  |
|  |                                     |  |  |  |  |  |  |  |  |  |  |  |  |  |  |  |
|  |                                     |  |  |  |  |  |  |  |  |  |  |  |  |  |  |  |